# Luduș
Luduș (del húngaro: Marosludas) es una ciudad de Rumania en el distrito de Mureș.

## Geografía
Se encuentra a una altitud de 275 m s. n. m. a 405 km de la capital, Bucarest.

## Demografía
Según estimación 2012 contaba con una población de 18 289 habitantes.
| 1948 | 1956 | 1966   | 1977   | 1992   | 2002   | 2012   |
| s/d  | s/d  | 11 794 | 14 978 | 18 789 | 17 497 | 18 289 |